# Tounka (rivière)
La Tounka (en russe : Тунка) est une rivière de Russie qui coule en république autonome de Bouriatie en Sibérie orientale. C'est un affluent de l'Irkout en rive droite, donc un sous-affluent de l'Ienisseï par l'Irkout puis par l'Angara.

## Géographie
Le bassin versant de la Tounka a une superficie de 811 km2 (surface de taille comparable à la moitié du département français de l'Essonne, ou encore, équivalente à celle du canton de Neuchâtel en Suisse).
Son débit moyen à l'embouchure est de 6,7 m3/s. 
La Tounka prend sa source au sud-ouest de la Bouriatie, dans les monts Saïan orientaux, plus précisément dans les monts Tounka. La rivière est en fait un torrent de montagne qui traverse de superbes paysages, protégés au sein d'un vaste parc naturel, le parc national de Tounka. Au sein de ces montagnes, le cours de la rivière est globalement orienté du nord vers le sud. L'entièreté de son bassin est inscrit dans ce parc.
Dans son cours inférieur, la Tounka pénètre par le nord dans la dépression de Tounka, dépression large d'une trentaine de kilomètres, qui sépare les monts Tounka au nord des monts Khamar-Daban au sud. Peu après elle se jette dans l'Irkout en rive gauche au niveau de la petite localité de Tokouren.
La Tounka est habituellement prise par les glaces depuis la deuxième quinzaine d'octobre ou la première quinzaine de novembre, jusqu'à la fin du mois d'avril ou au début du mois de mai.
La rivière présente des crues annuelles en été, de mai à septembre. La période d'étiage se déroule en hiver.

## Hydrométrie - Les débits mensuels à Tokouren
Le débit de la Tounka a été observé pendant 13 ans (de 1979 à 1990) à Tokouren, station hydrométrique située à 3 kilomètres de son confluent avec l'Irkout. 
Le débit inter annuel moyen ou module observé à la station de Tokouren sur cette période était de 6,70 m3/s pour une surface incluse dans l'observation de 811 km2, soit la totalité du bassin versant de la rivière.
La lame d'eau écoulée dans le bassin atteint ainsi le chiffre de 261 millimètres par an, ce qui peut être considéré comme assez élevé, du moins dans le contexte sibérien qui connaît généralement des chiffres inférieurs. 
Cours d'eau alimenté avant tout par les pluies de la saison estivale, la Tounka a un régime pluvial. 
Les hautes eaux se déroulent au printemps et en été, de juin à septembre, avec un sommet en juillet-août, lequel correspond au maximum pluviométrique de l'année.
Au mois d'octobre puis de novembre, le débit de la rivière chute rapidement, ce qui constitue le début de la période des basses eaux. Celle-ci a lieu de novembre à avril inclus. 
Le débit moyen mensuel observé en mars (minimum d'étiage) est de 2,02 m3/s, soit près de 15 % du débit moyen du mois d'août (13.7 m3/s), ce qui témoigne d'une amplitude des variations saisonnières fort modérée.
Ces écarts de débit mensuel peuvent cependant être plus marqués d'après les années : sur la durée d'observation de 13 ans, le débit mensuel minimal a été de 1,12 m3/s en mars 1983, tandis que le débit mensuel maximal s'élevait à 20,0 m3/s en août 1990.
En ce qui concerne la période estivale (de juin à septembre inclus), le débit minimal observé a été de 5,19 m3/s en juin 1979, ce qui restait très appréciable, voire abondant.  